# Sessions@AOL (középlemez)
A Sessions@AOL  egy középlemez, melyet a The Veronicas elnevezésű ausztrál együttes adott ki 2006. február 21-én. A lemezen Lisa és Jess élőben előadott dalai hallhatóak. Egy digitális füzetet is tartalmaz, mely Archie Comic részeket tartalmaz, a lányok közreműködésével.

## Számlista
1. Heavily Broken (live)
2. Revolution (live)
3. Everything I’m Not (live)
4. Mouth Shut (live)
5. Revolution (live)
6. Cry (live)

## Fordítás
Ez a szócikk részben vagy egészben  a   Sessions@AOL (The Veronicas EP) című angol Wikipédia-szócikk fordításán alapul.  Az eredeti cikk szerkesztőit annak laptörténete sorolja fel. Ez a jelzés csupán a megfogalmazás eredetét és a szerzői jogokat jelzi, nem szolgál a cikkben szereplő információk forrásmegjelöléseként.